# Ättika

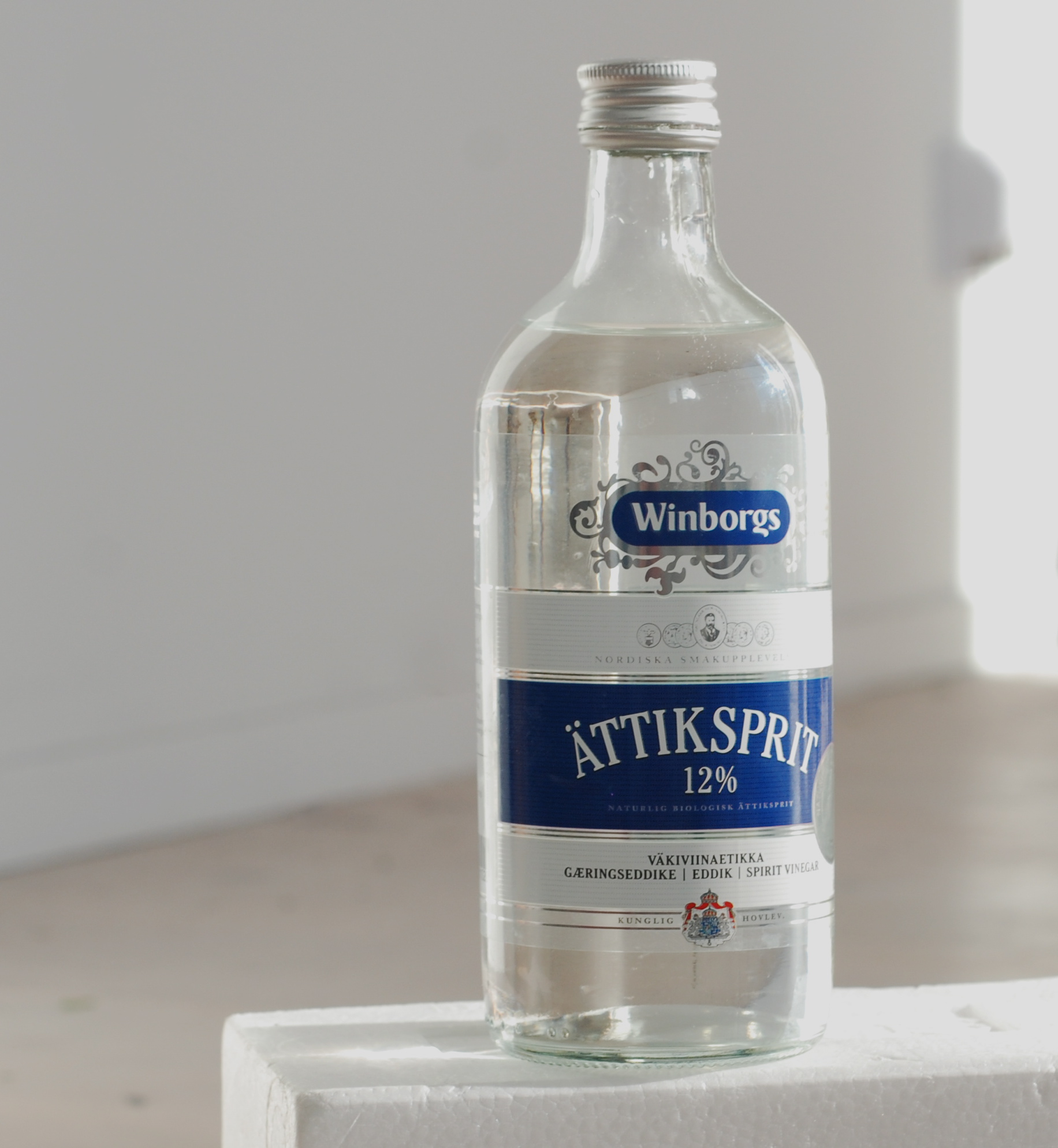
Ättiksprit (12 %).

Ättika är en blandning av ättiksyra och vatten i olika koncentrationer som används i matlagning samt i hushållet för borttagning av kalkavlagringar i exempelvis kaffebryggare, diskmaskiner och vattenkokare. Eftersom ättiksyra är konserverande och håller bakterier och mögel borta brukas ättika vid olika sorters inläggningar. Ättika kan även användas som alternativ till sköljmedel.
Ättika tillverkas genom att alkohol får oxidera så att ättiksyra bildas. Etanolen försvinner allt eftersom ättikan bildas. Möjligen kan det finnas spår av alkohol i ättika, men inga större mängder. Liksom vinäger, som också innehåller ättiksyra, men tillreds genom oxidering av vin eller cider, kan ättika användas i matlagning för att ge syrlighet, men smaken är skarpare och den måste spädas ut mycket.
I Sverige är användning av ättika känd sedan 1600-talet. Jöns Jacob Berzelius startade en ättiksfabrik i Stockholm på 1840-talet, vilken sedan blev Winborgs ättiksfabrik. Stensmölla Kemiska Tekniska Industri startade ättikstillverkning 1881. Företaget bytte 1886 namn till Skånska Ättikfabriken, numera Perstorp AB. Detta företag sålde 2013 varumärket till livsmedelskoncernen O. Kavli AB. 
Ättika har på svenska ursprungligen använts som beteckning för alla ättiksyrelösningar för livsmedelsändamål, oavsett renhet och ursprung. Därefter används begreppet nästan enbart om rena blandningar av ättiksyra och vatten. Vad som ursprungligen kallades vinättika går under beteckningen vinäger, och samma sak gäller alla smaksatta varianter av ättikor.

## Ättika av olika koncentration
Ättika som säljs i mataffärer har, åtminstone i Sverige, oftast koncentrationen 12 % eller 24 %. Historiskt sett har även andra koncentrationer förekommit, och olika begrepp som betecknar ättika av andra koncentrationer kan exempelvis återfinnas i olika recept.
- Isättika betecknar ren 100 % ättiksyra, eller sådan ättiksyra med >90 % koncentration. Denna har sällan använts för livsmedelsändamål. Namnet kommer av att ren ättiksyra har relativt hög smältpunkt, och stelnar strax under rumstemperatur. Ett användningsområde är limning av vissa plaster, som löses av isättika. Väl utförd blir skarven fullständigt homogen: "kallsvetsning".
- Ättiksyra är i kemiska sammanhang trivialnamnet på den rena etansyran. I livsmedelssammanhang har beteckningen också något oegentligt använts för en stark ättika. Perstorp saluförde till 1980-talet en 44-procentig ättiksyralösning under detta namn.[5] Därefter försvann den av säkerhetsskäl ur handeln, eftersom den var mer frätande än ättika av lägre koncentration.
- Ättiksprit syftar normalt på en 12 % ättiksyralösning.[5] Efterleden "sprit", trivialnamnet för etanol, syftar på ursprungsmaterialet för ättiksframställningen, inte på att någon etanol ingår i själva ättikspriten.
- Inläggningsättika syftar normalt på en 6 % ättiksyralösning.[6]
- Matättika syftar normalt på en 3 % ättiksyralösning.[6]

I Sverige har ättika av olika koncentration av tradition sålts i flaskor av olika former. Den starkare, så kallade spritättikan, har sålts i fyrkantiga, relativt små flaskor, medan annan ättika sålts i runda flaskor, vanligtvis rymmande 1 eller 0,5 liter. Flaskornas olika form bidrar till att minska risken för förväxling mellan ättika av olika koncentration.